# Selección femenina de balonmano de Rumania

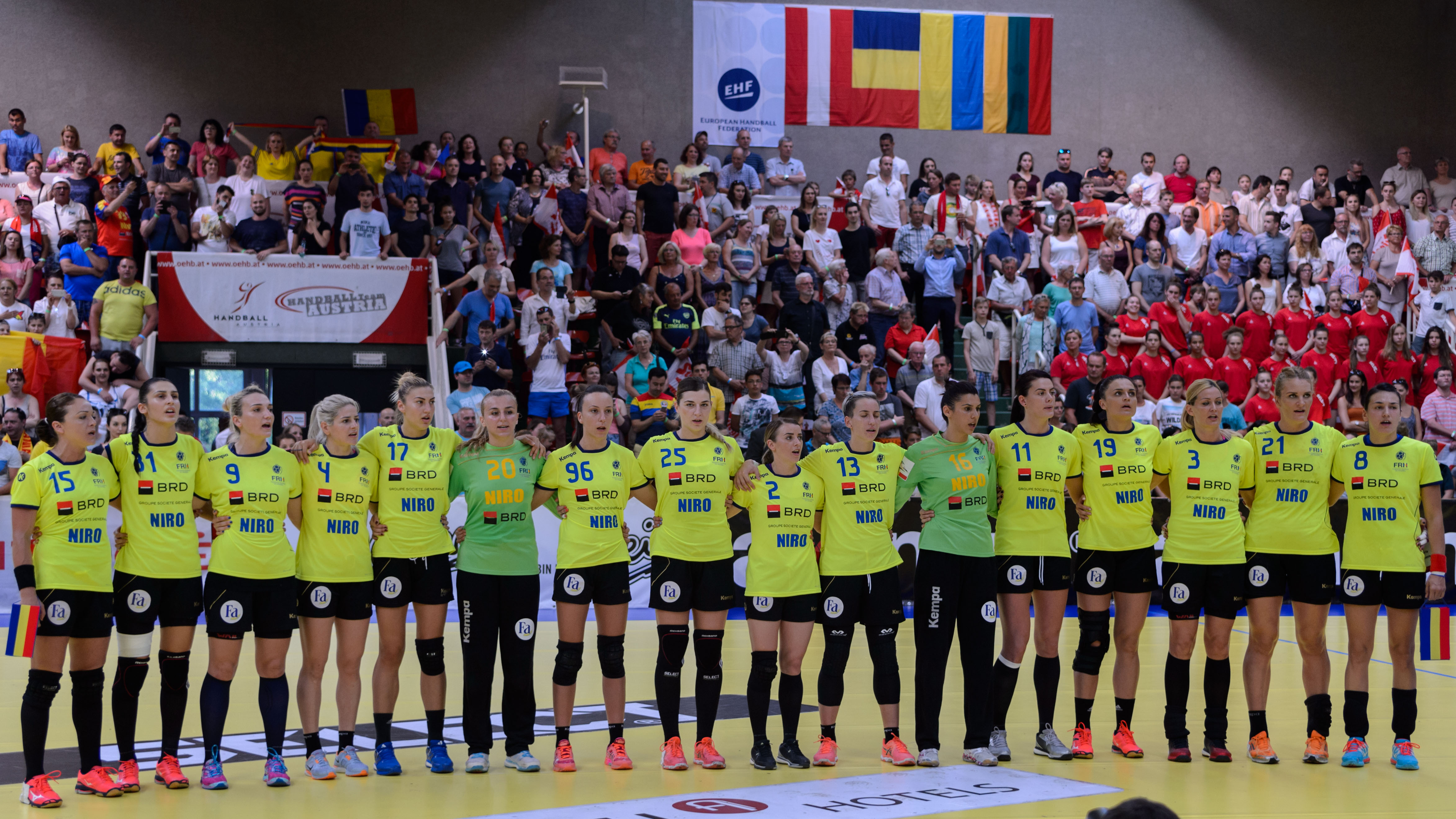
Jugadoras de las selecciones nacionales de balonmano de Rumania y Austria en 2017

La selección femenina de balonmano de Rumania es el equipo de balonmano que representa a Rumania en la competiciones de selecciones nacionales femeninas.

## Resultados
Ha ganado el Campeonato Mundial de Balonmano Femenino de 1956 y 1960, resultó segunda en 1973 y 2005, cuarta en 1971, 1975, 1993, 1999 y 2007, y quinta en 1982 y 1986. En los Juegos Olímpicos ha obtenido el cuarto puesto en 1976 y el séptimo en 2000 y 2008.
En el Campeonato Europeo de Balonmano, la selección de Rumania ha finalizado tercera en 2010, cuarta en 2000 y quinta en 1996 y 2008. Además, obtuvo la Copa Mundial de 2009 y 2010, fue segunda en 2006 y cuarta en 2005.
Algunas jugadoras destacadas recientemente en la selección de Rumania han sido Aurelia Brădeanu, Valentina Ardean-Elisei, Oana Manea, Paula Ungureanu, Adriana Nechita, Cristina Neagu o Mariana Tîrcă, la máxima goleadora mundial con su selección.

## Categorías inferiores
| - Campeonato Mundial Júnior: - Campeón (2): 1995, 1999 - Tercer puesto (3): 1977, 1997, 2016 - Campeonato Europeo Júnior: - Campeón (2): 1998, 2000 - Tercer puesto (1): 2007 | - Campeonato Mundial Juvenil: - Campeón (1): 2014 - Tercer puesto (1): 2006 - Campeonato Europeo Juvenil: - Campeón (1): 1999 - Subcampeón (2): 2003, 2005 |